# Mesocallis fagicola
Mesocallis fagicola är en insektsart. Mesocallis fagicola ingår i släktet Mesocallis och familjen långrörsbladlöss. Inga underarter finns listade i Catalogue of Life.